# Ellan de la Chapelle
Anna Elise (Ellan) de la Chapelle, född 15 januari 1857 i Helsingfors, död 21 december 1921 i Helsingfors,  var en finländsk friherrinna, känd som konstnären Albert Edelfelts hustru. Hon hade via sin börd och bildning en central roll i makens verksamhet som konstnär, i det att hon vårdade sitt och makens sociala nätverk i Helsingfors och Paris  samt i Sverige, Norge, Danmark och Ryssland.

## Biografi
Ellan de la Chapelle var dotter till statsrådet friherre Carl Victor de la Chapelle(fi) (1821–1893) och Julia Lepsen (1829–1905) samt sondotter till senator Richard de la Chapelle(fi) (1785–1859). Hon och hennes två år yngre bror Victor Eugen ("Vicke") växte upp i Helsingfors. Saaris gård i Tammela var central för familjen både som sommarviste och som försörjning; den köptes 1814 av hennes morfars far Johan Wilhelm Lepsen (1769–1833).
Ellan de la Chapelle var gift första gången från 19 januari 1888 med konstnären Albert Edelfelt  till hans död 1905. Hon hade som ung gjort en flera månader bildningsresa i Europa och hennes bildning var ypperlig för makarnas vistelse i Paris dit de flyttade. Albert Edelfelt hade vid det laget bott nio år av och till i Paris. De fick ett barn, Erik Edelfelt, som avled som ung. År 1908 gifte hon om sig med lantmarskalken friherre Viktor Magnus von Born (1851–1917).